# 常沙娜
常沙娜（1931年3月—），女，满族，伊尔根觉罗氏，生于法国里昂，中国工艺美术家，敦煌艺术研究学者，中国美术家协会原副主席、顾问，中國共產黨黨員，第七、八、九届全国人大代表。“敦煌守护神”常书鸿之女。

## 生平
常沙娜1931年3月生于法国里昂，而此前常书鸿已在同在里昂留学的好友吕斯百和王临乙建议下，决定以里昂的河流为未出生的子女命名，如为男孩则以罗讷河（Le Rhône）命名，如为女孩则以索恩河（La Saône）命名，“沙娜”一名则是吕斯百提议的“Saône”中文译名。1937年，常沙娜与母亲陈芝秀从法国马赛乘轮船回国（此前常书鸿已于1936年先行抵达北平），但在船抵达新加坡时得知七七事变爆发，无法前往北平的母女二人只得随船转赴上海，抗战期间辗转多地逃难，1939年在贵阳遭遇日机轰炸时死里逃生，被贵阳天主教堂收容，陈芝秀也因此开始信仰天主教，其后常书鸿一家随国立艺专迁往昆明，1940年随着国立艺专再次迁校，又举家移居重庆。
1942年国民政府教育部成立国立敦煌艺术研究所，常书鸿担任筹备委员会副主任。1943年秋，常沙娜随常书鸿、陈芝秀从重庆转赴敦煌。1945年4月，陈芝秀因到敦煌后在物质和精神生活上不适应，与常书鸿离婚，14岁的常沙娜只得从酒泉河西中学退学，回敦煌照顾弟弟常嘉陵，同时在常书鸿指导下在洞窟里学习临摹。
1945年7月，国民政府教育部有意撤销敦煌艺术研究所并停发经费，但在常书鸿争取下，敦煌研究所得以保留，然而抗战胜利后已有多人离职，因此常书鸿于1945年冬季到重庆中央研究院述职，途经兰州时在兰州双城门与常沙娜举办了常书鸿父女画展，在山丹培黎学校任教的加拿大籍犹太人叶丽华（Reva Esser）留意到了常沙娜及其画作，建议常书鸿将女儿送到美国留学。经过常书鸿的争取，敦煌研究所转隶中央研究院，常沙娜回到敦煌后也继续在石窟里临摹壁画。1948年，常沙娜赴美国波士顿，在波士顿艺术博物馆附属学校留学，1950年12月乘轮船回国后，在梁思成建议下入职清华大学营建系，成为林徽因的助教，1953年因院系大调整转赴中央美术学院实用美术系任助教。 
1956年，常沙娜在新成立的中央工艺美术学院担任染织美术系讲师，其后历任副教授、教授，1964年加入中国共产党，1982年出任中央工艺美术学院副院长，1983年至1998年任中央工艺美术学院院长，此后中央工艺美术学院于1999年11月20日并入清华大学，改称清华大学美术学院。
1998年3月，第九届全国人大第一次会议上，她当选为全国人民代表大会常务委员会委员。2003年12月，欧美同学会第五届理事会第一次会议在北京召开，她担任副会长。